# الکسیس آرگوئیو
الکسیس آرگوئیو (اسپانیایی: Alexis Argüello‎; ۱۹ آوریل ۱۹۵۲ – ۱ ژوئیهٔ ۲۰۰۹) بوکسور، و سیاست‌مدار اهل نیکاراگوئه بود.